# Пільхи (Вармінсько-Мазурське воєводство)
Пільхи (пол. Pilchy, нім. Pilchen) — село в Польщі, у гміні Піш Піського повіту Вармінсько-Мазурського воєводства.
Населення — 136 осіб (2011).

## Демографія
Демографічна структура станом на 31 березня 2011 року:
|          | Загалом | Допрацездатний вік | Працездатний вік | Постпрацездатний вік |
| -------- | ------- | ------------------ | ---------------- | -------------------- |
| Чоловіки | 69      | 26                 | 36               | 7                    |
| Жінки    | 67      | 18                 | 39               | 10                   |
| Разом    | 136     | 44                 | 75               | 17                   |